# Шірікті-Шукамуна
Шірікті-Шукамуна (д/н — 984 до н. е.) — цар Вавилона близько 984 року до н. е. Ім'я перекладається як «Подарунок Шукамуни».

## Життєпис
Походив з династії Базі (VI Вавилонської династії). Брат царя Нінурта-кудуррі-уцура I. Названо на честь каситського бога війни й погоні Шукамуна. 
Посів трон наприкінці 985 або на початку 984 року до н. е. Панував лише 3 місяці. Повалений еламітами. Згідно з Династичною хронікою Шірікті-Шукамуна поховано в палаці, але де й у якому саме невідомо.